# 小岩いと
小岩 いと（こいわ いと、1999年10月12日 - ）は、日本のAV女優。

## 略歴
かわいい女の子を見ることが好きで、ある人物（明日花キララ、あおいれな）を追っていたところAV女優だったことがわかり、業界に興味が湧く。18歳になるまで性欲が全くなく、自分が何者であるかを知るために面接を受け、AVデビューが決定する。
2019年10月24日、SODクリエイト・キミホレレーベルから専属デビュー。
2020年「月刊FANZA」4月号で発表された「このAV女優がすごい!2020冬」新人部門1位を獲得。

## 人物
趣味はロードバイクに乗ること、縄跳び。短髪でボーイッシュな見た目で「男っぽ女子」と命名されたこともある。なお、髪の毛は幼少時から肩より長くしたことはない。学生時代は女性から告白されたこともあるが恋愛対象は男性である。

## 出演作品

### アダルトビデオ
2019年
- クールに見えてウブで乙女な19才 エッチをもっと好きになりたくてAV debut 小岩いと（10月24日、SODクリエイト）
- 男っぽ女子が巨大肉棒で見せたギャップありすぎ衝撃メスイキ絶頂 小岩いと（11月21日、SODクリエイト）
- 祝、ハタチ！即、飲酒！とろ酔い恥ずかし汁まみれ性交 小岩いと（12月26日、SODクリエイト）

#### 2020年
- 【VR】バイト先のボーイッシュな女先輩と終電逃して一晩過ごすことに…ほろ酔いになって メスイキ中出しSEX 小岩いと（4月6日、SODクリエイト）
- ボーイッシュ女子 小岩いと、初めての4時間BEST（4月9日、SODクリエイト）

#### 配信限定
- いと（2019年10月24日、Imagine）いと19歳名義